# Wied-Neuwied
Wied-Neuwied fu uno staterello nel nord-est della Renania-Palatinato lungo il corso del fiume Reno e confinava a nord con Schupbach e a est con l'exclave di Villmar.

## Storia
Nassau-Wied fu retto fino al XV secolo dalla dinastia di Isemburg-Wied, prima che questa venisse divisa in tre rami: i Wied-Runkel, i Wied-Dierdorf e i Wied-Neuwied che ressero lo stato separato di Wied-Neuwied fino al 1806, anno in cui venne smembrato tra Prussia e Nassau. Dopo la cessazione dello stato, la casata di Wied-Neuwied assunse il cognome semplicemente di "Wied".
Due importanti appartenenti alla linea di Wied-Neuwied furono il principe Maximilian, celebre esploratore ed etnologo tedesco, e il principe Guglielmo che fu re fantoccio d'Albania durante la I Guerra Mondiale.
Nel 1784 l'imperatore Giuseppe II aveva elevato la contea a principato.

## Conti di Wied-Neuwied (1698–1784)
- Federico Guglielmo (1698–1737)
- Giovanni Federico Alessandro (1737–1784)

## Principi di Wied-Neuwied (1784–1806)
- Giovanni Federico Alessandro (1784–1791)
- Federico Carlo (1791–1802)
- Giovanni Augusto Carlo (1802–1806)

### Capi del Casato di Wied-Neuwied, 1806–oggi

Stemma principesco della famiglia di Wied-Neuwied

- Giovanni Augusto Carlo (1806–1836)
- Ermanno (1836–1864)
- Guglielmo (1864–1907)
- Federico (1907–1945)
- Federico Guglielmo (1945–2000)
- Carlo (2000–2015)
- Max (2015-Oggi)